# Alois Koch
Alois Koch (* 22. August 1945 in Luzern) ist ein Schweizer Musikwissenschaftler, Kirchenmusiker und Dirigent.

## Leben und Wirken
Alois Koch studierte Orgel am Konservatorium Winterthur und Dirigieren an der Musikakademie Luzern. Im Anschluss wurde er Musiklehrer am Gymnasium Stans. 1975 wurde er in Musikwissenschaften an der Universität Zürich promoviert. Er gründete 1982 das Collegium Musicum der Jesuitenkirche St. Franz Xaver in Luzern. Von 1991 bis 1998 war er Domkapellmeister an der Hedwigs-Kathedrale in Berlin und Leiter des Chores der St. Hedwigs-Kathedrale.
Koch war von 1987 bis 2000 Leiter der Akademie für Schul- und Kirchenmusik Luzern. Von 2001 bis 2008 war er Rektor der Hochschule Luzern – Musik. Er lehrte Dirigieren und Kirchenmusik. Er begründete die Zusammenarbeit mit dem renommierten Lucerne Festival. Koch ist zudem  Titularprofessor an der Universität Luzern.
Er dirigierte als Gast u. a. das Berner Symphonieorchester, das Sinfonieorchester St. Gallen, das Sinfonieorchester Basel, das Luzerner Sinfonieorchester, das Orchester Musikkollegium Winterthur, die Berliner Symphoniker, das Rundfunk-Sinfonieorchester Berlin, die Nürnberger Symphoniker und die Stuttgarter Philharmoniker.
Von 2002 bis 2007 war er Präsident des Schweizer Musikrats (SMR). Alois Koch ist Mitglied der Max-Baumann-Gesellschaft.

## Auszeichnungen
- 1998: Kunst- und Kulturpreis der Stadt Luzern
- 2002: Kulturpreis der UBS-Jubiläumsstiftung
- 2003: Anerkennungspreis der Europäischen Kulturstiftung
- 2009: Gregoriusorden
- 2017: Orlando-di-Lasso-Medaille der Allgemeinen Cäcilien-Verbände

## Schriften
- Albert Jenny. In: Biographisch-Bibliographisches Kirchenlexikon (BBKL). Band 35, Bautz, Nordhausen 2014, ISBN 978-3-88309-882-1, Sp. 715–717 (Artikel/Artikelanfang im Internet-Archive).